# Salix sphenophylla
Salix sphenophylla — вид квіткових рослин із родини вербових (Salicaceae).

## Морфологічна характеристика
Рослина 3–12 см, (не клонові чи утворюють клони відводками). Стебла виткі чи вкорінюються. Гілки жовто-бурі чи буруваті, голі; гілочки жовто-коричневі, голі. Листки на ніжках 4–25 мм; найбільша листкова пластина вузько-еліптична, широко-еліптична, обернено- чи дуже широко-обернено-яйцювата, 19–52 × 10–28 мм; краї плоскі чи злегка закручені, цільні; верхівка заокруглена; абаксіальна (низ) поверхня гола, волосиста чи рідко довго-шовковиста; адаксіальна поверхня злегка блискуча, гола чи волосиста; молода пластинка (червонувата), дуже розріджена довго-шовковиста абаксіально. Сережки: тичинкові 21–53 × 7–13 мм, маточкові 32–79 × 7–18 мм. Коробочка 4–12 мм. 2n = 38, 57. Цвітіння: середина червня — кінець липня (початок серпня).

## Середовище проживання
Канада (Юкон, Північно-Західна Територія); США (Аляска); Далекий Схід. Населяє кам'янисті чи щебенисті субстрати на осипах, скелястих відслоненнях, сухій, кам'янистій тундрі, піщано-моховій тундрі; 10–900 метрів.